# Blå (film fra 1992)
 For alternative betydninger, se Blå (flertydig). (Se også artikler, som begynder med Blå)
Blå er en dansk kortfilm fra 1992 instrueret af Eva Koch.

## Handling
Projektet består af tre aluminiumssokler opstillet på en række. Soklerne måler hver 1 meter i højden og 45 cm i bredden. I bunden af hver sokkel installeres en 14' monitor, sådan at beskueren ved at se ned oplever både lyd og billede: 1. sokkel viser billeder af himlen med atmosfæriske lyde; 2. sokkel viser havet med dets lyde og i midten viser 3. sokkel tekster på blå baggrund.